# Alsodux (kommunhuvudort)
Alsodux är en kommunhuvudort i Spanien.   Den ligger i provinsen Provincia de Almería och regionen Andalusien, i den södra delen av landet, 400 km söder om huvudstaden Madrid. Alsodux ligger 310 meter över havet och antalet invånare är 127.
Terrängen runt Alsodux är kuperad åt nordost, men åt sydväst är den bergig. Alsodux ligger nere i en dal.Runt Alsodux är det ganska tätbefolkat, med 83 invånare per kvadratkilometer. Närmaste större samhälle är Vícar, 19,4 km söder om Alsodux. Omgivningarna runt Alsodux är i huvudsak ett öppet busklandskap.